# جيمس د. مارتن
جيمس د. مارتن (بالإنجليزية: James D. Martin)‏ هو محامي وسياسي أمريكي، ولد في 1 سبتمبر 1918 في مقاطعة جيفرسون في الولايات المتحدة، وتوفي في 30 أكتوبر 2017 في غادسدن في الولايات المتحدة. حزبياً، نشط في الحزب الديمقراطي والحزب الجمهوري. وقد انتخب عضو مجلس النواب الأمريكي.